# Crvena jabuka
I Crvena jabuka sono un gruppo musicale bosniaco originario di Sarajevo e formatosi nel 1985.

## Discografia parziale
- Crvena Jabuka (1986)
- Za sve ove godine (1987)
- Sanjati (1988)
- Tamo gdje ljubav počinje (1989)
- Nekako s proljeća (1991)
- U tvojim očima (1996)
- Svijet je lopta šarena (1997)
- Sve što sanjam (2000)
- Tvojim željama vođen (2002)
- Oprosti što je ljubavna pjesma (2005)
- Duša Sarajeva (2007)
- Volim te (2009)
- Za tvoju ljubav (2011)
- Nek' bude ljubav (2013)
- 2016 (2016)
- Nocturno (2018)
- Tvrđava (2020)
- Neka nova jutra (2022)